# Metastelma stipitatum
Metastelma stipitatum là một loài thực vật có hoa trong họ La bố ma. Loài này được (Correll) Liede mô tả khoa học đầu tiên năm 1997.